# Asahan (stato)
Il Sultanato di Asahan (in aceh Kesultanan Negeri Asahan; in jawi: كسولتانن اسهن) fu un sultanato esistito nell'attuale isola di Sumatra in Indonesia, tra il 1630 ed il 1946.

## Storia

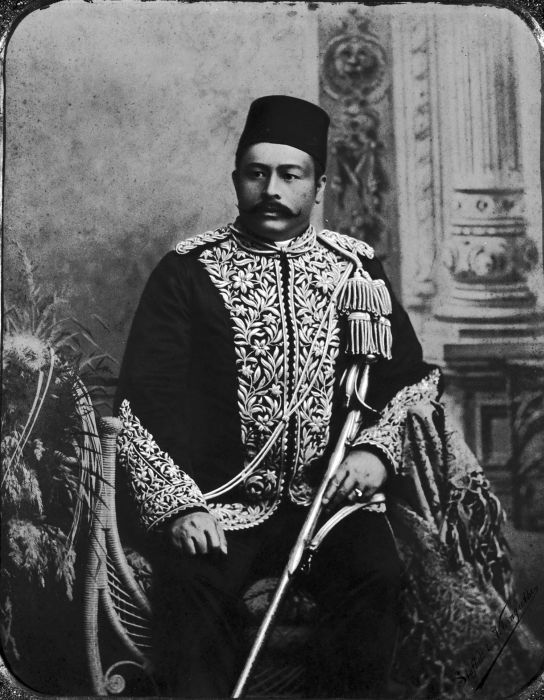
Il sultano Muhammad Husain Rahmad Shah II (r. 1888-1915).

Il sultanato venne fondato attorno al 1630 dal raja Abdul Jalil, figlio del sultano Iskandar Muda di Aceh. Asahan rimase indebitato con Aceh per la fondazione dello stato sino al XIX secolo. Con la dichiarazione d'indipendenza sotto il sultano Muhammad Husain Rahmad Shah, durante i suoi 46 anni di regno vi fu una notevole penetrazione dei coloni europei nell'area di quelle che divennero note come Indie orientali olandesi.
Alla morte del sovrano, ad ogni modo, nel 1859, vi furono notevoli difficoltà nella successione al trono. I suoi successori infatti ebbero dei problemi con le autorità olandesi in loco il che portò lo spostamento della capitale più nell'entroterra del territorio del sultanato. Gli olandesi intervennero direttamente diverse volte nelle questioni dinastiche interne allo stato. L'ultimo regnante fu il sultano Shaibun Abdul Jalil Rahmad Shah che succedette a suo padre nel 1915. Alla fine della seconda guerra mondiale, il sultanato non venne restaurato ma venne incorporato nella neonata repubblica di Indonesia.

## Aspetti socio-culturali
Come stato permeato dalla cultura islamica, Asahan sviluppò una notevole vita religiosa al suo interno. Nel 1916, il sultano da poco asceso al trono fondò la Madrasah Ulumul Arabiyyah perché i suoi cittadini approfondissero gli studi religiosi sull'islam. Questo istituto divenne uno dei più noti centri religiosi dell'intera indonesia, attirando studiosi da tutto il mondo islamico.

## Sultani[1]
| #  | Nome                               | Nome | Periodo     | Denominazione ufficiale                                  |
| -- | ---------------------------------- | --- | ----------- | -------------------------------------------------------- |
| 1  |                                    | Sri Paduka Raja 'Abdu'l Jalil I ibni al-Marhum Sultan Iskandar Muda Johan Berdaulat (al-Marhum Tangkahan Sitarak)          | 1630 - 16xx | Raja dan Yang di-Pertuan Asahan                          |
| 2  |                                    | Sri Paduka Raja Said Shah ibni al-Marhum Raja 'Abdu'l Jalil (al-Marhum Simpang Tiga)                                       | 16xx - 17xx | Raja dan Yang di-Pertuan Asahan.                         |
| 3  |                                    | Sri Paduka Raja Muhammad Mahrum Shah ibni al-Marhum Raja Said Shah (al-Marhum Gagap)                                       | 17xx - 1760 | Raja dan Yang di-Pertuan Asahan.                         |
| 4  |                                    | Sri Paduka Raja 'Abdu'l Jalil Shah II ibni al-Marhum Raja Muhammad Mahrum Shah (al-Marhum Mangkat di Sungei Raja)          | 1760 - 1765 | Raja dan Yang di-Pertuan Asahan.                         |
| 5  |                                    | Sri Paduka Raja Deva Shah ibni al-Marhum 'Abdu'l Jalil (al-Marhum Mangkat di Pasir Putih)                                  | 1765 - 1805 | Raja dan Yang di-Pertuan Asahan.                         |
| 6  |                                    | Sri Paduka Raja Said Musa Shah ibni al-Marhum Raja Deva Shah (al-Marhum Mangkat di-Rantau Panjang)                         | 1805 - 1808 | Raja dan Yang di-Pertuan Negara Asahan.                  |
| 7  |                                    | Sri Paduka Raja Muhammad 'Ali Shah ibni al-Marhum Raja Deva Shah                                                           | 1808 - 1813 | Raja dan Yang di-Pertuan Negara Asahan.                  |
| 8  |                                    | Sri Paduka Tuanku Sultan Muhammad Husain Rahmad Shah I ibni al-Marhum Sultan Muhammad 'Ali Shah (al-Marhum Kampung Masjid) | 1813 - 1859 | Sultan dan Yang di-Pertuan Besar Asahan.                 |
| 9  |                                    | Sri Paduka Tuanku Sultan Ahmad Shah ibni al-Marhum Sultan Muhammad Husain Rahmad Shah                                      | 1859 - 1888 | Sultan dan Yang di-Pertuan Besar Asahan.                 |
| 10 |                                    | Sri Paduka Tuanku Al-Haji 'Abdu'llah Nikmatu'llah Shah ibni al-Marhum Raja Muhammad Ishak                                  | 1865 - 1867 | Raja Kualuh dan Leidong dan Yang di-Pertuan Muda Asahan. |
| 11 | Sultan Muhammad Husain Rahmad Shah | Sri Paduka Tuanku Sultan Muhammad Husain Rahmad Shah II ibni al-Marhum Tengku Muhammad 'Adil                               | 1888 - 1915 | Sultan dan Yang di-Pertuan Asahan.                       |
| 12 | 'Abdu'l Jalil Rahmad Shah III      | Sri Paduka Tuanku Sultan Sha'ibun 'Abdu'l Jalil Rahmad Shah III ibnu al-Marhum Sultan Muhammad Husain                      | 1915 - 1980 | Sultan dan Yang di-Pertuan Besar Asahan.                 |
| 13 |                                    | Sri Paduka Tuanku Sultan Dr. Kamal Abraham Abdul Jalil Rahmadsjah ibnu al-Marhum Sultan Sa'ibun Abdul Jalil Rahmadsjah     | 1980 - kini | Sultan dan Yang di-Pertuan Besar Asahan.                 |